# Saison 4 d'Ally McBeal
Chronologie
Saison 3 d'Ally McBeal Saison 5 d'Ally McBeal
Cet article présente les vingt-trois épisodes de la quatrième saison de la série télévisée américaine Ally McBeal.

## Généralités
La quatrième saison d'Ally McBeal a été diffusée aux États-Unis du 12 octobre 2000 au 21 mai 2001, sur le réseau Fox, devant une moyenne de 12 millions de téléspectateurs.

## Synopsis
Cette série met en scène un cabinet d'avocats de Boston dans lequel évoluent des personnages tous plus délirants les uns que les autres, avec en tête une avocate trentenaire à l'imagination débridée, Ally McBeal.

## Distribution
- Calista Flockhart (Ally McBeal)
- Greg Germann (Richard Fish)
- Lisa Nicole Carson (Renee Radick)
- Jane Krakowski (Elaine Vassal)
- Vonda Shepard (Elle-même)
- Portia de Rossi (Nelle Porter)
- Lucy Liu (Ling Woo)
- Peter MacNicol (John Cage)
- James LeGros (Mark Albert)
- Robert Downey Jr (Larry Paul)

## Épisodes[1]

### Épisode 1: Sexe, mensonges et réflexions (Sex, Lies and Second Thoughts)
Réalisation : Bill D'Elia
Scénario : David E. Kelley
Première diffusion : 23 octobre 2000
Invités : Michael Weatherly (Wayne Keebler), Tim Dutton (Brian Selig)

### Épisode 2: Où sont les hommes? (Girls' Night Out)
Réalisation : Jeannot Szwarc
Scénario : David E. Kelley
Première diffusion : 30 octobre 2000
Invités : Lisa Edelstein (Cindy McCauliff), Marcia Cross (Myra Robbins), Albert Hall (Judge Seymore Walsh), Brody Hutzler (Chris Melnick), Tim Dutton (Brian Selig), Courtney Thorne-Smith (Georgia Thomas)

### Épisode 3: Deux, sinon rien (Two's a Crowd)
Réalisation : Rachel Talalay
Scénario : David E. Kelley
Première diffusion : 6 novembre 2000
Invités : Michael Vartan (Jonathan Bassett), Lisa Edelstein (Cindy McCauliff),

### Épisode 4: Diffamation (Without a Net)
Réalisation : Mel Damski
Scénario : David E. Kelley
Première diffusion : 13 novembre 2000
Invités : Michael Vartan (Jonathan Bassett), Lisa Edelstein (Cindy McCauliff), Albert Hall (Judge Seymore Walsh), Jami Gertz (Kimmy Bishop).

### Épisode 5: La Dernière vierge (The Last Virgin)
Réalisation : Bill D'Elia
Scénario : David E. Kelley
Première diffusion : 20 novembre 2000
Invités : Albert Hall (Judge Seymore Walsh), Jami Gertz (Kimmy Bishop).

### Épisode 6: L'Esprit de Noël ('Tis the Season)
Réalisation : Arlene Sanford
Scénario : David E. Kelley
Première diffusion : 27 novembre 2000
Invités : Albert Hall (Judge Seymore Walsh), Jami Gertz (Kimmy Bishop), Marlo Thomas (Lynnie Bishop).

### Épisode 7: Tel est pris (Love on Holiday)
Réalisation : Bethany Rooney
Scénario : David E. Kelley sur une histoire de David E. Kelley, Alicia Martin & Barb Mackintosh
Première diffusion : 4 décembre 2000
Invités : Jami Gertz (Kimmy Bishop), Marlo Thomas (Lynnie Bishop), Lisa Edelstein (Cindy McCauliff).

### Épisode 8: La Rivale (The Man with the Bag)
Réalisation : Bill Dickson
Scénario : David E. Kelley
Première diffusion : 11 décembre 2000
Invités : Famke Janssen (Jamie)

### Épisode 9: Les Hasards de l'amour (Reasons to Believe)
Réalisation : Ron Lagomarsino
Scénario : David E. Kelley
Première diffusion : 8 janvier 2001
Invités : Anne Heche (Melanie West), Albert Hall (Judge Seymore Walsh).

### Épisode 10: Ex-Files (The Ex-Files)
Réalisation : Jack Bender
Scénario : David E. Kelley
Première diffusion : 15 janvier 2001
Invités : Anne Heche (Melanie West), Famke Janssen (Jamie).

### Épisode 11: Monsieur Bo (Mr Bo)
Réalisation : Michael Schultz
Scénario : David E. Kelley
Première diffusion : 22 janvier 2001
Invités : Anne Heche (Melanie West), Albert Hall (Judge Seymore Walsh), Brenda Strong (Jerry Hill), Chayanne (Sam Adams).

### Épisode 12: Je reviendrai (Hats Off to Larry)
Réalisation : Jeannot Szwarc
Scénario : David E. Kelley d'après une histoire de : David E. Kelley, Melissa Rosenberg & Barb Mackintosh
Première diffusion : 5 février 2001
Invités : Anne Heche (Melanie West), Lisa Edelstein (Cindy McCauliff), Albert Hall (Judge Seymore Walsh), Chayanne (Sam Adams), James Eckhouse (Avocat), Mark Moses (Adjoint du procureur).

### Épisode 13: Quand Ally attend Larry (Reach Out and Touch)
Réalisation : Kenny Ortega
Scénario : David E. Kelley
Première diffusion : 12 février 2001
Invités : Anne Heche (Melanie West), Taye Diggs (Jackson Duper), Albert Hall (Judge Seymore Walsh), John Michael Higgins (Steven Milter).

### Épisode 14: Thérapie (Boys Town)
Réalisation : David Grossman
Scénario : David E. Kelley
Première diffusion : 19 février 2001
Invités : Anne Heche (Melanie West), Taye Diggs (Jackson Duper), Mary-Pat Green (Juge Julia 'Bulldog' Brattle), Fred Willard (Dr Harold Madison), Kelly Lynch (Gloria Albright).

### Épisode 15: La Fibre paternelle (Falling Up)
Réalisation : Oz Scott
Scénario : David E. Kelley
Première diffusion : 26 février 2001
Invités : Anne Heche (Melanie West), Taye Diggs (Jackson Duper), Albert Hall (Judge Seymore Walsh), Kathryn Joosten (Sœur Alice), Fred Willard (Dr Harold Madison), Rhea Perlman (Dr Helen Tooth).

### Épisode 16: La Grande évasion (The Getaway)
Réalisation : Bill D'Elia
Scénario : David E. Kelley
Première diffusion : 19 mars 2001
Invités : Alexandra Holden (Jane Wilco), Anastacia (Elle-même).

### Épisode 17: Du rire aux larmes (The Pursuit of Unhappiness)
Réalisation : Kenny Ortega
Scénario : David E. Kelley sur une histoire de : David E. Kelley, Kerry Lenhart & John J. Sakmar
Première diffusion : 26 mars 2001
Invités : Taye Diggs (Jackson Duper), Albert Hall (Judge Seymore Walsh), William R. Moses (Kenneth Thompson), Kathleen Nolan (Edith Thompson).

### Épisode 18: L'Amour en modèle réduit (The Obstacle Course)
Réalisation : Joanna Kerns
Scénario : David E. Kelley
Première diffusion : 16 avril 2001
Invités : Taye Diggs (Jackson Duper), Ann Cusack (Rebecca Moore), Albert Hall (Judge Seymore Walsh), John Michael Higgins (Steven Milter).

### Épisode 19: À la recherche de Barry White (In Search of Barry White)
Réalisation : Adam Arkin
Scénario : David E. Kelley et Kayla Alpert
Première diffusion : 23 avril 2001
Invités : Taye Diggs (Jackson Duper), Albert Hall (Judge Seymore Walsh), Leslie Jordan (Dr Benjamin Harris).

### Épisode 20: Le Nez de la discorde (Cloudy Skies, Chance of Parade)
Réalisation : Bill Dickson
Scénario : David E. Kelley
Première diffusion : 30 avril 2001
Invités : Taye Diggs (Jackson Duper), Albert Hall (Judge Seymore Walsh), John Michael Higgins (Steven Milter), Regina Hall (Corretta Lipp), Sting (Lui-même).

### Épisode 21: La Reine (Queen Bee)
Réalisation : Bethany Rooney
Scénario : David E. Kelley
Première diffusion : 7 mai 2001
Invités : Taye Diggs (Jackson Duper), Jennifer Holliday (Lisa Knowles), Harrison Page (Reverend Mark Newman), Albert Hall (Judge Seymore Walsh), Cleo King (Ms Parks), Christine Lahti (Sydney Gale), Anastacia (Elle-même).

### Épisode 22: Une nouvelle rupture (Home Again)
Réalisation : Michael Schultz
Scénario : David E. Kelley
Première diffusion : 14 mai 2001
Invités : Taye Diggs (Jackson Duper), Gail O'Grady (Helena Fisher), Regina Hall (Corretta Lipp), Alexandra Holden (Jane Wilco), Jill Clayburgh (Jeannie McBeal)

### Épisode 23: On tourne la page (The Wedding)
Réalisation : Bill D'Elia
Scénario : David E. Kelley
Première diffusion : 21 mai 2001
Invités : Taye Diggs (Jackson Duper), Regina Hall (Corretta Lipp), Alexandra Holden (Jane Wilco), Albert Hall (Judge Seymore Walsh), Leslie Jordan (Dr Benjamin Harris), Josh Groban (Malcolm Wyatt), James Naughton(George McBeal), Jill Clayburgh (Jeannie McBeal), Gil Bellows (Billy Thomas).